# Henneguya zschokkei
Henneguya zschokkei, también conocida como Henneguya salminicola, es una especie de parásito mixosporano  de ciertas especies de salmones del género Oncorhynchus. Sus anfitriones incluyen:
- Oncorhynchus nerka
- Oncorhynchus keta
- Oncorhynchus tshawytscha
- Oncorhynchus gorbuscha
- Oncorhynchus kisutch
- Formas anádromas de Oncorhynchus mykiss

Henneguya salminicola es el único animal conocido que carece por completo de mitocondrias y genes mitocondriales, lo que significa que no utiliza la respiración aeróbica para producir energía, sino alguna otra forma, aún desconocida.